# مات ستيفنز (سياسي)
مات ستيفنز (بالإنجليزية: Matt Stephens)‏ هو سياسي أسترالي، ولد في 4 أبريل 1926، وتوفي في 15 أبريل 2017. انتخب عضو الجمعية التشريعية لأستراليا الغربية.